# Tamara Miansarovová
Tamara Grigorjevna Miansarovová (rozená Remňovová, 5. března 1931 Zinovjevsk, Ukrajinská SSR – 12. července 2017 Moskva) byla sovětská zpěvačka ukrajinského původu, později profesorka Ruské akademie divadelního umění.

## Životopis
Miansarovová se narodila v ukrajinském Zinovjevsku (dnes zvaném Kropyvnyckyj) matce, která byla sólistkou operního divadla v Minsku a otci, který vystupoval v Oděském hudebním divadle. V roce 1945 byla matka Miansarovové zatčena a vyhoštěna, načež Miansarovová žila tři roky u své tety v Luhansku, než se její matka vrátila. Poté se Miansarovová s matkou odstěhovala do Misku, kde navštěvovala hudební školu Minské konzervatoře, kterou ukončila v roce 1951. Následně vystupovala Moskevskou konzervatoř. Po dokončení studií v roce 1957 působila jako koncertní mistryně v Moskevském státním institutu divadelního umění, poté vystupovala jako sólistka na koncertech. Na třetí Celosvazové soutěži estrádních umělců, v roce 1958, vyhrála třetí cenu se Straussovým valčíkem. V roce 1962 vystoupila s kvartetem Igora Granova na 8. světovém festivalu mládeže a studentstva v Helsinkách s písní „Aj-ljuli“ od Ljudmily Ljadovové, za kterou obdržela první cenu. V roce 1963 vystoupila na mezinárodním festivalu v Sopotech s písní „Pusť vsegda budět solnce“ (v češtině známou pod názvem „Ať slunce svítí“) od Arkadije Ostrovského, se kterou soutěž vyhrála a kterou tímto popularizovala nejen v zemích východního bloku.
V roce 1964 nazpívala píseň „Čornij kot“ („Černý kocour“), která byla na přání skladatele Jurije Saulkského nahrána a vysílána v rozhlase. Téhož roku začala vystupovat se skupinou Tri pljus dva, kterou založil Leonid Garin. V roce 1965 účinkovala v koncertním televizním filmu s dalšími účastníky festivalu v Sopotech. Zúčastnila se Mezinárodního festivalu estrádních písní socialistických zemí Družba-66. Soutěž proběhla v šesti kolech konaných v SSSR, Polsku, NDR, Československu, Maďarsku a Bulharsku. Získala první cenu v Berlíně a Praze, zvláštní ceny pak ve Varšavě a Sofii.
Po postupném úpadku popularity se odstěhovala z Moskvy a pracovala dvanáct let v Doněcké filharmonii. V roce 1974 byl o ní natočen film. V 80. letech se do Moskvy vrátila, ale již nedokázala obnovit svou původní popularitu. Polský časopis Panorama ji přesto označil za jednoho z nejvýznamnějších zpěváků předešlých 25 let spolu s Édith Piaf, Karlem Gottem a Charlesem Aznavourem. V roce 1988 byla členkou poroty na festivalu v Sopotech.
V letech 1988 až 1996 byla profesorkou zpěvu na Ruské akademii divadelního umění. V roce 2012 vydala knihu svých memoárů. V roce 2013 utrpěla ve svém bytě zlomeninu stehenní kosti, kvůli které byla upoutána na lůžko. Byla dvakrát operována. Dne 12. července 2017 v nemocnici zemřela po prodělaném zápalu plic. O pět dní později byla pohřbena na Trojekurovském hřbitově v Moskvě.
Miansarovová se během života čtyřikrát provdala a byla několikanásobnou matkou. V roce 1955 se provdala za Eduarda Miansarova, se kterým měla syna Andreje. Poté se ještě provdala za Leonida Garinova, Igora Chlebnikova a Marka Feldmana. S Chlebnikovem měla dceru Kaťu.

## Ocenění
- 1963: První cena na mezinárodním hudebním festivalu v Sopotech
- 1972: Titul zasloužilé umělkyně Ukrajinské SSR
- 1996: Titul lidové umělkyně Ruska
- 2004: Hvězda na „Náměstí hvězd“ v Moskvě
- Řád přátelství mezi národy SSSR